# Партія піратів Німеччини
Партія піратів Німеччини (скорочено — Пірати, нім. Piratenpartei Deutschland (PIRATEN)) — політична партія в Німеччині.
Заснована 10 вересня 2006 року в Берліні за зразком шведської «Piratpartiet» як партія постіндустріального (інформаційного) суспільства.
Цілі партії — сприяння вільному поширенню знань і вільної культури, реформа законів про авторське право, боротьба за збереження громадянських прав і свобод в Інтернеті (зокрема — протидія електронного стеження і цензурі).
На виборах в бундестаг 2013 партія отримала 958 507 голосів виборців (2,2%) і не пройшла до парламенту Німеччини.